# Phormingochilus
Genre
Phormingochilus est un genre d'araignées mygalomorphes de la famille des Theraphosidae.

## Distribution
Les espèces de ce genre se rencontrent à Bornéo et à Sulawesi.

## Liste des espèces
Selon World Spider Catalog (version 25.5, 04/02/2025) :
- Phormingochilus arboricola (Schmidt & Barensteiner, 2015)
- Phormingochilus everetti Pocock, 1895
- Phormingochilus hatihati Müller, Fardiansah, Schneider, Wanke, von Wirth & Wendt, 2024
- Phormingochilus pennellhewlettorum Smith & Jacobi, 2015
- Phormingochilus tigrinus Pocock, 1895

## Systématique et taxinomie
Ce genre a été décrit par Pocock en 1895 dans les Ornithoctonidae.

## Publication originale
- Pocock, 1895 : « On a new and natural grouping of some of the Oriental genera of Mygalomorphae, with descriptions of new genera and species. » Annals and Magazine of Natural History, sér. 6, vol. 15, p. 165-184 (texte intégral).